# Amour rime avec toujours
Amour rime avec toujours (Always and Forever) est un téléfilm américain réalisé par Kevin Connor, diffusé le 24 octobre 2009 sur Hallmark Channel.

## Synopsis
Aux portes de l'université, Grace et Michael se sont séparés pour suivre leurs études et vivre leurs aspirations. Vingt ans plus tard, une soirée d'anciens élèves les réunit à nouveau. Chacun a construit sa vie selon ses rêves. Malgré les années et les changements, l'amour reste présent…

## Fiche technique
- Titre original : Always and Forever
- Titre français : Amour rime avec toujours
- Réalisation : Kevin Connor
- Scénario : Riley Weston (en)
- Photographie : Todd Barron
- Musique : Roger Bellon
- Pays d'origine :  États-Unis
- Langue originale : anglais
- Durée : 86 minutes

## Distribution
- Rena Sofer (VF : Sybille Tureau) : Grace Holland (née Anderson)
- Dean McDermott (VF : Pascal Germain) : Michael Foster
- Barbara Eden (VF : Catherine Lafond) : Mary Anderson
- Colton Haynes (VF : Hervé Rey) : Scott Holland
- Rob Boltin (VF : Yann Peira) : Phillip Walsh
- Jonathan Chase (VF : Laurent Mantel) : James
- David Lascher (VF : Guillaume Lebon) : Gabe
- Hillary Tuck (VF : Sarah Marot) : Rachel Foster
- Katie Walder (en) (VF : Natacha Muller) : Lindsay Taylor
- Max Gail (en) (VF : Jean Roche) : M. Anderson

Source et légende : Version française (VF) sur Doublagissimo